# 꼰뚬성
꼰뚬성(崑嵩省 베트남어: Tỉnh Kon Tum / 崑嵩省 곤숭성)은 베트남 중부 고원 지대에 위치한 옛 지방. 바나족을 비롯한 많은 소수 민족이 산다. 최근 킨족의 이주가 진행되고 있지만, 토지 싸움으로 킨족과 소수민족의 사이에 갈등이 일어나고 있다. 라오스와 캄보디아에 접경을 하며, 9,934km2의 면적을 가지고 있다. 인구는 59만명이며(2023년), 대부분이 농업에 종사를 한다.
2025년 6월 12일, 꼰뚬성 성이 꽝응아이성 편입되었다.

## 역사
꼰뚬이라는 말은 바나족의 마을 이름에서 왔다. 바나족의 언어에서 ‘꼰’은 마을을 의미하며, ‘뚬’은 웅덩이를 의미한다. 꾸옥응으를 채택하기 전에는 한월어로 ‘곤숭’(崑嵩)로 표기하였다.
과거에, 꼰뚬은 넓고 인구가 희박히고, 황폐한 땅이었다. 이 땅에 써당족, 바나족, 자라이족, 제찌엥족, 브라우족, 로맘족을 포함한 원주민들이 살고 있었다. 각 민족은 다른 거주 지역과 연관되어 있다. 토착민들의 전통적 사회기관은 마을에서 가장 존경받는 노인 한 명이 이끄는 고립된 마을 조직(kon)이다. 울퉁불퉁한 숲과 산에 의해 외부로부터 고립된 비옥한 땅, 토착 마을은 통합된 정부가 없는 축소된 사회이다. 그러나 대월, 진랍, 점성국, 반뜨엉과 같은 주변의 강한 국가들도 이곳에서 그들을 통제하지는 못했다.
그러나 참파와 진랍 사이의 완충지대라는 위치 때문에 꼰뚬성의 부족들은 종종 노예와 노예 무역의 대상이 되었다. 12세기가 되어서야 진랍을 정복한 점성국은 중부 고원 지방을 완전히 장악하고 이 지역을 식민지화할 수 있는 특권을 얻게 되었다.
1471년, 레타인똥 왕이 참파를 정복한 후, 참파 왕국을 남쪽(현재의 칸하호아에서 빈투언성에 이르는 지역에 해당)으로 밀어내고, 중부 고원의 부족들을 제압하기 위한 사신을 파견하여 이 땅을 대월의 영토로 병합하였다.
그러나, 해안 지대의 새로운 땅에 대한 중앙집권적인 정부 수립했기 때문에, 대월 조정은 이곳에 실제로 지배권을 확립하지 못했다. 원주민들은 문화적으로 노예를 약탈하고 포로로 잡혔다는 이유로 비난받는 킨족과 여전히 더 자율적이고 더 잘 어울린다. 관료들은 주로 주권을 주장하는 형태로 취임하도록 임명되었다. 1540년, 레쭝흥 왕조는 부이따한(裴佐漢)을 임명하여 남부의 땅을 순찰하며 소수 민족을 점령하도록 하였다.
떠이선의 봉기(1771년 ~ 1786년)가 일어날 때까지, 응우옌냑, 응우옌 후에, 응우옌루 형제는 많은 사신을 보내 이 지역 부족과의 동맹 협력을 강화해 강력한 기반을 만들었다.
1840년, 티에우찌 황제의 통치기 동안, 후에 조정은 중앙 고원 지파를 통치하기 위해 주류인 바나족에게 복세암을 설치하였고, 동시에 킨족과 소수 부족 사람들이 자유롭게 거래와 교류를 할 수 있도록 허락했다.

## 지리
북쪽으로는 꽝남성이 있고, 동쪽으로 꽝응아이성이 있으며, 남쪽으로는 잘라이성이 있다. 성도는 꼰뚬시이다.
꼰뚬성의 지형은 성 면적의 약 2/5를 차지하는 산악 지형으로 경사도가 150 이상인 대륙 언덕 등으로 구성되어 있다. 산악 지형은 주로 곤뚬성의 동부로 이어지는 북서부 지역에 분포하고 있으며, 언덕, 산악, 고원, 저지대가 번갈아 가며 상당히 복잡하여 경관을 이룬다. 서로 얽혀 있고 통합되어 있는 아군의 풍부하고 다양하며 독특한 특징인 꼰뚬성은 평균 고도 500m에서 700m까지이며, 북부의 경우 높이는 800m에서 1200m까지이다. 특히 응옥린봉은 가장 높은 2,596m의 봉우리이다.
꼰뚬성의 기후는 우기와 건기라는 두 개의 뚜렷한 계절로 나뉜다. 특히, 우기는 보통 4월부터 11월까지 시작되는데, 건기는 12월부터 이듬해 3월까지이다. 연평균 강우량은 약 2,121mm이고, 최고 강우량은 2,260mm이며, 최저 연간 강우량은 1,234mm이며, 7월부터 9월까지 3개월이 강수량이 가장 많다. 건기에는 바람이 주로 북동쪽에서 불어오지만, 우기에는 바람이 주로 남서쪽에서 불어 온다. 기온은 지방마다 크게 다르며 꼰쁠롱, 뚜모롱, 닥글레이현 등 북동쪽으로 뻗어나가는 산악 지대는 서늘하고 온화한 반면, 이어흐다라이현, 사테이현, 곤뚬시 계곡과 같은 남서 저지대는 훨씬 더 덥다.

## 행정 구역

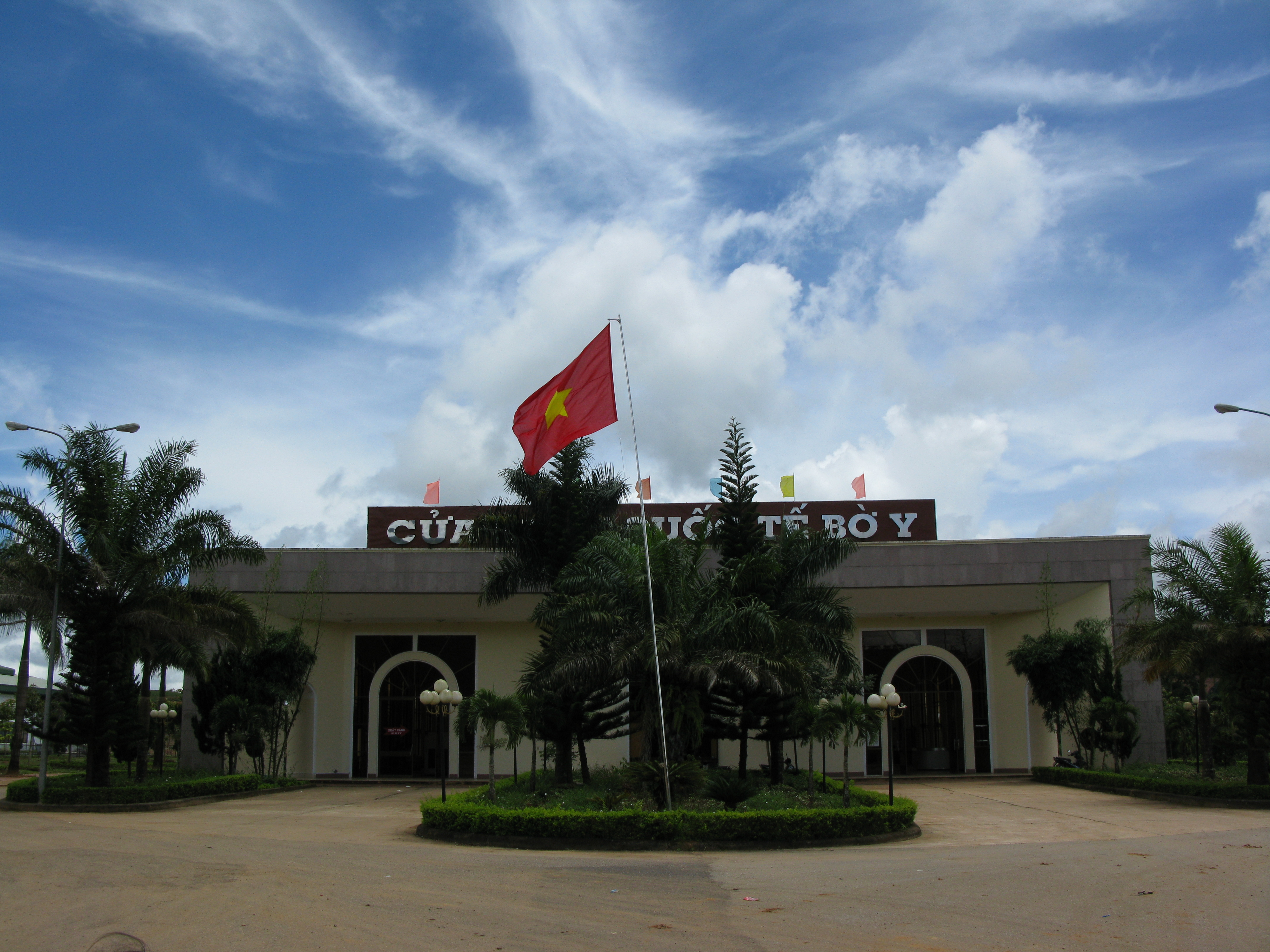
보이 국경관문

### 시
- 꼰뚬시 (Kon Tum／崑嵩)

### 현
- 닥글레이현 (Đắk Glei)
- 닥하현 (Đắk Hà)
- 닥또현 (Đắk Tô)
- 이어흐더라이현 (Ia H'Drai)
- 꼰플롱현 (Kon Plông)
- 꼰러이현 (Kon Rẫy)
- 응옥호이현 (Ngọc Hồi)
- 사터이현 (Sa Thầy)
- 뚜머롱현 (Tu Mơ Rông)

## 민족
꼰뚬성에는 비엣족, 바나족, 브라우족, 제찌엥족, 자라이족, 로맘족, 써당족 등의 소수 민족이 있다. 1999년 1월 4일 인구 조사의 결과, 콘뚬성에는 316,600명의 인구가 있다. 전체 성에 걸쳐 25개의 소수 민족이 있는데, 그 중 가장 큰 민족은 킨족으로 145,681명이며, 46.36%를 차지한다. 소수 민족은 78,741명으로 25.05%를 차지한다. 바나족은 37,519명으로 11.94%를 차지한다. 제찌엥족은 25,463명으로 8.1%를 차지한다. 자라이족 인구는 15,887명으로 5.05%를 차지한다. 다른 인종 집단이 3.5%를 차지한다.
2019년 4월 1일을 기준으로 꼰뚬성의 인구는 540,438명에 달했으며, 인구밀도는 55명/km2에 달했다. 이 중 도시 인구는 17만2712명에 육박해 전체 인구의 32%를 차지한다. 꼰뚬성에서는 농촌 인구가 36만726명에 달해 인구의 68%를 차지한다. 남성 인구는 271,619명이고, 여성 인구는 268,819명이다. 지역성별 인구 자연증가율은 2.28% 증가한다. 이 지역은 또한 54만 명이 넘는 중부 고원 지방에서 가장 인구가 적은 지방이다.